# Henotesia cingulina
Henotesia cingulina är en fjärilsart som beskrevs av Paul Mabille 1880. Henotesia cingulina ingår i släktet Henotesia och familjen praktfjärilar. Inga underarter finns listade i Catalogue of Life.